# Carsten Bach
Carsten Bach, né le 9 décembre 1975 à Holstebro (Danemark), est un homme politique danois, membre de l'Alliance libérale.

## Biographie
Carsten Bach est egagé dans les forces armées danoises après ses études secondaires, d'abord comme réserviste, puis comme lieutenant. Il entame en 1998 des études de géologie à l'université d'Aarhus, dont il est diplômé en 2003. Il entame ensuite une carrière de géologue, principalement au sein de la société d'ingénierie DMR.
Engagé au sein de l'Alliance libérale, il est élu député au Folketing lors des élections législatives de juin 2015 dans la circonscription du Jutland de l'Est.
En octobre 2018, il annonce qu'il sera candidat aux prochaines élections dans la circonscription de Funen, alors que l'Alliance libérale risque de perdre un de ses deux sièges dans sa circonscription d'origine. du Jutland de l'Est. Lors des élections du 5 juin 2019, il ne parvient pas toutefois à être réélu, alors que son parti ne remporte que quatre sièges nationalement.
Après son départ du Folketing, il devient consultant, et suit en parallèle un master en leadership et psychologie des organisations à l'université d'Aalborg dont il est diplômé en 2022.
En mars 2021, il annonce qu'il sera candidat aux prochaines élections législatives dans la circonscription du Jutland de l'Ouest où il réside alors. Lors des élections législatives de novembre 2022, il retrouve un siège au Folketing. Après le scrutin, il devient le porte-parole de son groupe parlementaire pour la défense, l'alimentation et les questions liées au Groenland.